# Antonio Sartorio
Antonio Sartorio (1630 - 1680) fou un compositor, principalment de música d'òpera i vocal, actiu principalment en la seva nadiua Venècia i a Hamburg.
Entre 1665 i 1675 va passar la majoria d'hiverns a Hamburg, on tenia el càrrec de kapellmeister per al duc Johann Friedrich, en tornar a Venècia durant els mesos d'estiu. El 1676 es convertí en vicemestre de capella de San Marco a Venècia.

## Obres seleccionades
- L'Adelaide (1672)
- Alcina (1674-5)
- Anacreonte tirano (1677)
- Antonio e Pompeiano (1677)
- Elio Seiano (1667)
- La Flora (1680, inacabada, completada per Marc Antonio Ziani)
- Giulio Cesare in Egitto (1676)
- Massenzio (1672)
- L'Orfeo (1673)